# Зони дивергенції в океані
Зо́ни диверге́нції в океа́ні — зони розходження поверхневих течій. Супроводжується висхідними потоками, в яких глибинні води виносяться на поверхню океану. 
Виникає в результаті нерівномірного розподілу як швидкостей вітрових потоків над водною поверхнею, так і щільності води. Найчіткіше в циклонах і в районах різких змін на протилежні напрями і швидкості вітру і течій. Поверхневі води в зонах дивергенції збагачені живильними солями, що обумовлює підвищення біологічної продуктивності. Зони дивергенції в океані - це райони ефективного рибного промислу. Стійкі зони дивергенції утворюються в східних частинах океанів в помірних і субтропічних широтах. 